# Dulce desafío
Dulce desafío es una telenovela juvenil mexicana emitida por El Canal de las Estrellas de la cadena Televisa entre el 28 de noviembre de 1988 y el 14 de abril de 1989. Fue producida por Julissa y Eugenio Cobo. 
Fue protagonizada por Adela Noriega y Eduardo Yáñez, con las participaciones antagónicas de Chantal Andere, Sergio Klainer, Alberto Estrella y Mercedes Olea, además de las actuaciones estelares de Enrique Lizalde y Beatriz Aguirre.

## Argumento
Lucero Sandoval es una joven de 17 años que vive con su padre, el ingeniero Santiago Sandoval, y con su hermana mayor, Beatriz. 
La madre de Lucero murió cuando su hermana y ella eran muy pequeñas, por lo que Lucero se comporta de forma rebelde y díscola para llenar este vacío. Por esta razón, Santiago decide internar a su hija en el Instituto "La Casa de Piedra", dirigido por Luis Mancera, quien abusa de su autoridad haciéndole la vida imposible a las chicas del internado. En el internado, Lucero y sus compañeras de cuarto hacen de las suyas al inventar todo tipo de travesuras y al vivir en constantes peleas con las demás chicas del internado. 
Por su parte, Santiago decide casarse con Rosario Quintana, una atractiva mujer veinte años menor que él. Rosario es bondadosa, pero tiene que cargar con su madre, la ambiciosa Raquel, y con su hermano, el perezoso Joel; los dos se aprovechan de la situación para sacarle dinero a Santiago. Al mismo tiempo, Rosario le oculta a Santiago un secreto de su pasado: tiempo atrás, su madre la obligó a casarse por dinero con un delincuente, pero nunca logró divorciarse de él porque fue encarcelado. 
El repentino matrimonio de Santiago no cuenta con la aprobación de Lucero ni de su abuela, Doña Esther, quienes de alguna manera intentan abrirle los ojos a Santiago respecto a las intenciones de la familia Quintana.
Lucero cuenta con varias amigas en su nuevo instituto: Mirta Miranda, una joven humilde cuya madre sostiene una relación con un hombre casado; Silvia Balboa, quien tras sufrir un accidente queda coja de por vida y se vuelve muy amargada; Ángela Castro, hija de una viuda muy estricta y religiosa; Carmen Ruelas, hija de un ingeniero socio de Santiago; y María Inés, una chica tranquila y enamoradiza. 
También estudian allí algunas chicas que no tienen buena relación con Lucero y sus amigas: Rebeca Centeno, una chica muy caprichosa y dominante; Marcela Zedena, nieta de un coronel a quien le tiene mucho temor; Luisa, la más glotona del grupo; Aracely Otero, que siempre consumiendo goma de mascar; y Toña y Rocío, las únicas que siempre se mantienen al margen del conflicto con el grupo de Lucero. 
Todas estas chicas poseen problemas particulares en sus respectivos hogares, por lo que el instituto decide contratar al psicólogo Enrique Toledo, un hombre joven, guapo y comprensivo que atrae la atención de todas las chicas excepto la de Lucero, quien lo considera un secuaz de Mancera. Sin embargo, Enrique se va ganando la confianza de Lucero y ambos terminan enamorándose.
Sin embargo, Lucero y Enrique deberán enfrentarse a las artimañas de Mancera y de su cómplice, Quiroz, el profesor de Educación Física, que intentan sacar a Enrique del instituto, y también a Malena, la novia de Enrique, que intenta conservar su amor.

## Elenco
- Adela Noriega - Lucero Sandoval Miranda
- Eduardo Yáñez - Enrique Toledo Barbosa
- Chantal Andere - Rebeca Centeno Rubiales
- Enrique Lizalde - Santiago Sandoval Carillo
- Olivia Collins - Rosario Quintana Muñiz
- Beatriz Aguirre - Doña Esther Carrillo vda. de Sandoval
- Sergio Klainer - Luis Mancera
- Mercedes Olea - Malena Téllez
- Ana Patricia Rojo - Mirta Miranda
- Alberto Estrella - Ernesto Quiroz
- Juan Carlos Serrán - Federico Higuera
- Ginny Hoffman - Marcela Zedena
- Rosa Furman - Doña Rosa
- Fefi Mauri - Toña
- Armando Araiza - Francisco "Paco" Fernández
- Amairani - Rocío
- Angélica Rivera - María Inés Lanceros
- Juan Carlos Bonet - Botho Arguedas
- Katia del Río - Ángela Castro
- Celina del Villar - Carmen Ruelas
- Angélica Ruvalcaba - Luisa
- Paola Ochoa - Aracely Otero
- Mauricio Ferrari - Álvaro Ruelas
- Evangelina Martínez - Estela Sánchez
- Estela Barona - Verónica
- Martha Escobar - Fernanda Ojeda
- Ana Urquidi - Beatriz Sandoval
- Luisa Huertas - Herminia Vargas
- Antonio Escobar - Sebastián
- Rocío Sobrado - Gabriela "Gaby" Cuevas
- Edna Necoechea - Ana María Cureño
- Jorge Antolín - Joel Quintana Muñiz
- Angélica García - Silvia Balboa
- Julieta Egurrola - Refugio Díaz vda. de Castro
- Hilda Aguirre - Marina Fernández
- Carlos Monden - Ricardo Balboa
- Silvia Suárez - Concepción "Concha" Rivadeneira de Mancera
- Lorena Velázquez - Aída Balboa
- Mario del Río - Damián
- Marta Aura - Maritza Miranda
- Raúl Buenfil - Pepe Botello
- Silvia Campos - Hermenegilda Aguado "La Regular"
- Paola González - Maruca Sánchez "La Cuquis"
- Germán Bernal - Andrés
- Leonor Llausás - Gregoria "Goyita"
- Lilia Prado - Raquel Muñiz Vda de Quintana
- Alfredo Sevilla - Don Gaspar
- Yamil Atala - Felipe Díaz "El Metrallas"
- Gustavo Del Castillo - Raúl Fernández
- Sergio Jurado - Alberto Luján
- Jorge Fink - Miguel Zenteno
- Ana María Aguirre - Elisa Robles de Zenteno
- Ramón Menéndez - Francisco Arguedas
- Graciela Bernardos - Adriana de la Peña
- José Antonio Ferral - Marín
- Manuel Benítez - Refugio Santos
- Juan Felipe Preciado - Alejandro Curiel
- Jorge Fegan - Coronel Ramón Zedena
- Gloria Jordán - Doña Cata Escobar
- Antonio Miguel - Padre Eugenio Mondragón
- Carmen Salas - Matilde
- Edith Kleiman - Chabela
- Clarissa Ahuet - Greta Manjarrez de Arguedas
- Gabriela Loredo - Juanita Ramírez
- Blanca Astol - Claudia Tanus de Ruelas
- Luis de León - Israel Antúnez
- Daniela Leites - Nora Carrión
- Alfredo Gurrola - Chucho Pomo
- Guillermo Gil - Dr. Guzmán
- Gloria Izaguirre - Irene
- María Prado - Julia Pacheco
- Rolando de Castro Sr. - Roberto
- Tito Reséndiz - Gastón Galicia
- Tere Cornejo - Laura
- Gustavo Navarro - Carlos
- Rosa Elena Díaz - Doña Flor
- María Fernanda Morales - Jovita
- Edmundo Arizpe - Sr. Ortiz
- Salvador Sánchez - Eutimio Ramírez
- Álvaro Hegewish
- Ezequiel Alarcon Cisneros
- Miguel Fascinetto
- Armando Luján
- Fernando Colunga - Doble de Eduardo Yañez

## Equipo de producción
- Historia original y adaptación de: Jorge Patiño
- Tema musical: Dulce desafío
- Autor: Guillermo Méndez Guiú
- Escenografía: Alejandro González
- Ambientación: Max Arroyo
- Diseño de vestuario: Alejandro Gastelum
- Musicalizador: Mario Barreto
- Iluminación: Raúl Baños
- Editor: Adrián Frutos Maza
- Jefe de producción: Leticia Díaz
- Coordinación de producción: Guadalupe Arias Aranda
- Gerente de producción: Jorge Romero Díaz
- Productor asociado: Marco Vinicio López de Zatarain
- Directores de cámaras: Carlos Guerra Villarreal, Alejandro Frutos
- Director: Arturo Ripstein
- Productores: Julissa, Eugenio Cobo

## Banda sonora
La telenovela contó con varios temas de la banda juvenil éxito de los 80 Timbiriche, además de varios artistas exitosos de los 80:
Temas de Timbiriche
- Vive la Vida
- Soy Como Soy
- Basta Ya
- Paranoia
- Tú y Yo Somos Uno Mismo
- Acelerar
- Ámame Hasta Con Los Dientes
- No Sé Si Es Amor
- Todo Cambia

Otros temas
- Sasha Sokol - La leyenda
- James Ingram - Just Once
- Krokus - Our Love (Will Never Die)
- Bonnie Tyler - If You Were a Woman (And I Was a Man)
- Billy Idol - Rebel Yell
- Gino Vanelli - Hurts To Be In Love

Además, para la música incidental se usaron varios temas del disco Direct perteneciente al célebre compositor griego Vangelis:
- The Motion of Stars
- The Will of the Wind
- Metallic Rain
- Elsewhere
- Dial Out
- Rotation's Logic
- The Oracle of Apolo
- First Approach
- Intergalactic Radio Station

## Premios y nominaciones

### Premios TVyNovelas 1990
| Categoría                 | Nominado(a)          | Resultado |
| ------------------------- | -------------------- | --------- |
| Mejor telenovela          | Julissa Eugenio Cobo | Nominados |
| Mejor villano             | Sergio Klainer       | Nominado  |
| Mejor actriz joven        | Adela Noriega        | Ganadora  |
| Mejor actor joven         | Eduardo Yáñez        | Ganador   |
| Mejor revelación femenina | Chantal Andere       | Nominada  |
| Mejor actriz debutante    | Chantal Andere       | Ganadora  |
| Mejor director de cámaras | Alejandro Frutos     | Ganadora  |

## Versiones
- Televisa realizó en el año 2000 una nueva versión de esta telenovela titulada Locura de amor, producida por Roberto Gómez Fernández, dirigida por Alejandro Gamboa y Adriana Barraza y protagonizada por Juan Soler y Adriana Nieto, quien abandonaría la telenovela por problemas con la producción, quedando en su lugar Irán Castillo.

## Curiosidades
- Beatriz Aguirre interpretó a Doña Esther Sandoval, abuela de la protagonista tanto en esta telenovela como en su remake Locura de amor.